# سس سوپریم
سس ولوته (به فرانسوی: Suprême sauce‎) یکی از سس‌های کلاسیک در آشپزی فرانسوی و از پنج سس مادر ماری آنتوان کارم می‌باشد.
به صورت سنتی این سس از سس ولوته (یک سس روو تهیه شده از عصارهٔ گوشت - در این مورد عصارهٔ مرغ)، خامه سنگین یا کرم فرش درست می‌شود. همچنین می‌شود سوپریم را با مخلوط کردن سس بشامل (یک سس سفید مادر درست شده از کره، آرد و شیر)، عصارهٔ ماکیان و کره درست کرد.